# Perilampus cremastusae
Perilampus cremastusae är en stekelart som först beskrevs av Jean Risbec 1952.  Perilampus cremastusae ingår i släktet Perilampus och familjen gropglanssteklar. Inga underarter finns listade i Catalogue of Life.